# Ezequiel Saad Tobis
Ezequiel Saad Tobis (Buenos Aires, 29 de agosto de 1943) es escritor, pintor y diseñador gráfico, conferenciante y animador cultural argentino nacionalizado francés en 1990. Especializado en el  I Ching o Libro de las Mutaciones, es el autor de cuatro libros sobre la materia, publicados desde 1989. 

## Biografía
Saad nació en Buenos Aires, en el seno de una familia inmigrante de procedencia siria y ucraniana. Pronto se sintió atraído por el humanismo y el altruismo que le inspiraron sus compatriotas, el pintor Pérez Celis y la poeta Alejandra Pizarnik. Viajó desde joven recorriendo América, Europa y Extremo Oriente.
Durante su recorrido latinoamericano conoció a algunos de los intelectuales que animaban la vida cultural de la época: en Quito a Ulises Estrella y los tzánzicos;  en Cali a los nadaistas; en México a Sergio Mondragón. Participó en el grupo literario y artístico “El techo de la ballena” que desde Venezuela se sumó a los movimientos contraculturales de los años 60.
Formó parte del movimiento pictórico Nueva Presencia que dirigía Arnold Belkin, y animó el espacio cultural universitario con un programa en la Radio Universitaria de México y el apoyo de su director, el escritor Max Aub. En los Estados Unidos se reunió con los poetas Allen Ginsberg y Lawrence Ferlinghetti, aumentando su inquietud espiritual por el yoga y el zen.
Tras su regreso forzado a la Argentina para cumplir el servicio militar se embarcó hacia Europa donde descubrió el I Ching en 1964 y comenzó a experimentar con él y a estudiarlo en el marco de las Religiones comparadas con el objetivo de profundizar en el taoísmo. En 1969 inició su práctica de zazen, incorporándose como discípulo del Maestro japonés Taisen Deshimaru, quien trajera el Zen a Europa.

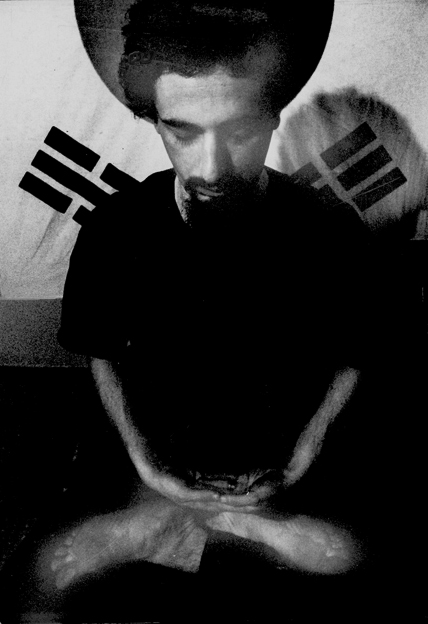
Ezechiel Saad Tobis en Tokio practicando zazen, 1970.

En 1979, tras ordenarse monje zen en París, alternó la vida espiritual con el desarrollo artístico y viajes de estudio a Japón, China y Estados Unidos, donde conoció y practicó zazen con los maestros Philip Kapleau y Maezumi Roshi; una trayectoria que le valió la invitación a las reuniones de la Fundación Eranos en 1991 por el traductor del I Ching, Rudolph Ritsema.
En 1978 comenzó su carrera como orador, dando conferencias en la Sorbona, en el Centro Pompidou de París, en el Instituto Belga de Estudios Superiores Chinos, Bruselas, en institutos de Psicología de la Gestalt incluyendo el de (Norberto Levi), y centros de filosofía y cultura oriental en Europa y Sudamérica. En 1996 creó la Escuela de I Ching Internacional en París.
Entre 1967 y 1974 ocupó un atelier en La Ruche, la residencia para artistas diseñada por Eiffel, participando de la bohemia artística de París, y dedicándose simultáneamente a la creación artística y al estudio del zen como integrante de la Asociación Zen Internacional.
Entretanto sigue llevando adelante sus investigaciones sobre filosofía, espiritualidad y arte. Desde 1984 practica, reflexiona e investiga con el I Ching (Yi Jing) ; y publica varias ediciones en francés, español y portugués. Sus escritos tratan de los mitos y la historia del Lejano Oriente, las nociones de azar y determinismo, la salud y el bienestar.  Introduce en su investigación la experiencia contemplativa del Zen y del budismo tibetano junto con la ciencia y filosofía occidentales, siguiendo el enfoque del Dr. Joseph Needham, con quien se reunirá dos veces en Cambridge en 1986 y 1987, cuando éste fue director del Instituto Needham. En 2003, se estableció en Barcelona, donde continúa su labor creativa y como consultor. Imparte conferencias y cursos en Casa Asia (Barcelona y Madrid) y en la ACEC, Asociación Colegial de Escritores de Cataluña. Aplica sus conocimiento del I Ching y el Zen al estudio de problemas concretos  difundiendo sus investigaciones con el apoyo de las nuevas tecnologías y las redes sociales.

## Ensayo
- Yi King, mythe et histoire, introducción Vincent Bardet, frontispicio de Henri Michaux, portada de Zao wou-ki, francés, Sophora, París 1989. ISBN 2-907927-00-0
- I Ching, Mito e Historia, ed. castellano, introducción Vincent Bardet, Heptada, Madrid, 1992.ISBN 9788478920310
- I Ching, mito e historia, ed. portugués, Introducción Vincent Bardet, Pensamiento, Brasil, 1989.ISBN: 85-3150-316-7

- Hasard et Intuition, francés, Ed. Dervy, París, 1991. ISBN 2-85076-438-8
- Adivinar el Inconsciente / Deviner l’Inconscient, bilingüe castellano~francés, Editorial Punto, Barcelona, 2010.[23]
- La escritura china, y la epopeya de lo pragmático, edición Escuela de I Ching Internacional, Barcelona 2011.
- Nirvāna, suma de arte y meditación, ilustrado con 58 cuadros y kakemonos. Ediciones AYN, Barcelona 2018. ISBN 9788409035267.